# Coert Steynberg
Coert Steynberg (7 de enero de 1905, Hennops River - 28 de julio de 1982, Pretoria) fue un escultor sudafricano; trabajó la piedra, mármol, bronce, cobre y madera. Sus obra estás presentes en su país natal y a nivel internacional, entre ellas la estatua de Bartolomé Díaz en la South Africa House (en:) de Londres, un  monumento a Andries Pretorius en Graaff-Reinet y el Monumento Tratado de Vereeniging en Vereeniging.